# École de Saint-Martial

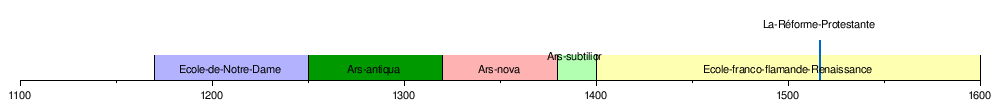
Chronologie médiévale de la musique

L’école de Saint-Martial, encore dite École d’Aquitaine, est une école de composition médiévale et de chant grégorien. Elle tire son nom de l’abbaye Saint-Martial de Limoges, où elle nait et se développe, aux XIe et XIIe siècles.

## Lieu
L'abbaye Saint-Martial, qui doit elle-même son nom à son saint patron, Martial de Limoges, premier évêque de Limoges, constitue alors un important foyer cultuel et culturel, mais aussi un grand centre musical dont l’influence rayonne à son apogée, au-delà de l’Aquitaine, sur l’ensemble du monde latin.
Du fait de sa position sur la via Lemovicensis, l'un des principaux chemins de Compostelle, l'abbaye Saint-Martial constituait un point de rencontre privilégié. 
Les œuvres que l'on définit du "style de Saint-Martial" datent de la fin du XIe siècle et de la 1re moitié du XIIe siècle. Elles sont contemporaines de l'apogée de l’architecture romane en France.

## Polyphonie
L’École de Saint-Martial, antérieure à l’École Notre-Dame de Paris, dont elle est un précurseur important, est considérée comme celle des premiers chants polyphoniques.
L'École de Saint-Martial est connue pour la composition des tropes, séquences, et au début de l’organum.
La plupart des manuscrits provenant de l’abbaye Saint-Martial de Limoges sont aujourd’hui déposés à la Bibliothèque nationale de France, sans que l'on puisse distinguer les ouvrages provenant directement des travaux de l'abbaye, de ceux provenant d'autres lieux de production du sud de la France, et regroupés à l'abbaye Saint-Martial de Limoges du fait de son rang de capitale culturelle.
Aucun compositeur de l’École de Saint-Martial n’est connu par son nom. 
O Maria, Deu maire, qui provient de Saint-Martial, est la seule chanson en ancien occitan connue à ce jour. Sa musique est notée pour toutes les strophes.